# Földes László (néprajzkutató)
Földes László (Szászváros, 1934. április 29. – Budapest, 1980. október 11.) magyar néprajzkutató.

## Életpályája
Gyermekkorát Csík megyében töltötte. A II. világháborúban családjával Budajenőre költözött. Egyetemi tanulmányait Budapesten a Bölcsészettudományi Karon végezte el néprajz-muzeológia szakon; 1957-ben diplomázott. Ezt követően elvégezte a történelem szakot, majd szociológiai tanulmányokat is folytatott. 1956–1973 között a Néprajzi Múzeum tudományos munkatársa volt. 1967-ben a Magyar Néprajzi Társaság főtitkárává választották. 1972–1974 között az Ethnográfia szerkesztője volt. 1973–1980 között a Magyar Tudományos Akadémia Néprajzi Kutató Csoportjának tudományos főmunkatársaként dolgozott.
Kutatásai területe a kárpáti (vlach) pásztorkodás története, nyelvészete, földrajzi és néprajzi vizsgálata. A Hortobágyon történő gyűjtőmunkája során hónapokig tanulmányozta a szlovák, lengyel, román és bolgár pásztorkodást. Foglalkozott még a telekszervezet és telekhasználat nyelvészeti, történeti és néprajzi kérdéseivel, valamint a székelyek folklórjával. Tanulmányai szakfolyóiratokban jelentek meg. Számos kiadatlan kézirata maradt fenn.
Sírja Budapesten, a Farkasréti temetőben található (21/2-1-78).

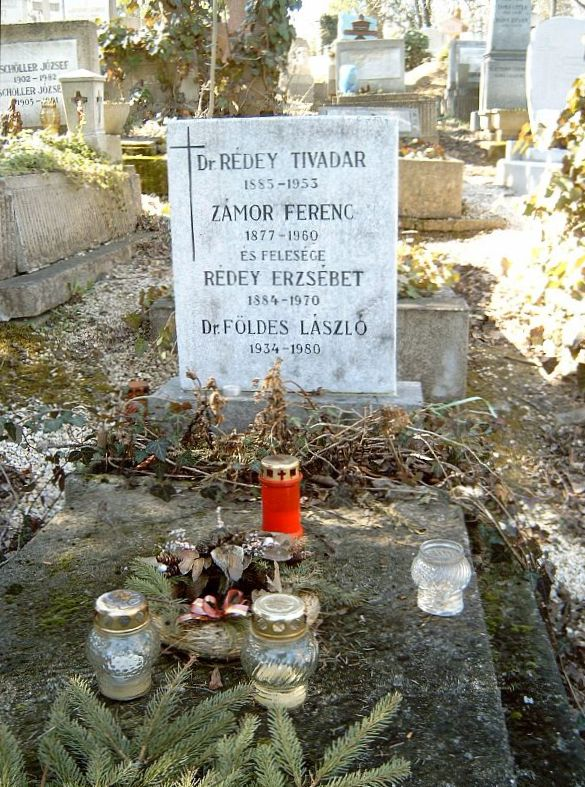
Földes László, Rédey Tivadar, Zámor Ferenc és Rédey Erzsébet sírja a Farkasréti temetőben (21/2-1-78)

## Családja
Felesége Györgyi Erzsébet (1936-) néprajzkutató, a Györgyi-Giergl művészcsalád tagja.

## Művei
- Az állattartás és pásztorélet magyar néprajzi szakirodalma (Budapest, 1963)
- „A vándorló Erdély” (Budapest, 1982)